# Alice Palmer
Alice Palmer, född 20 juni 1939 i Indianapolis, Indiana, död 25 maj 2023, var en demokratisk delstatssenator från Illinois, som representerade delstatens 13:e distrikt. 
Hon efterträddes i delstatssenaten av Barack Obama.